# エンソ・ゴンサレス
エンソ・ダビド・ゴンサレス・メディーナ（Enso David González Medina, 2005年1月20日 - ）は、パラグアイ・アスンシオン出身のサッカー選手。プレミアリーグ・ウルヴァーハンプトン・ワンダラーズFC所属。パラグアイ代表。ポジションはFW。

## クラブ経歴
2022年にクラブ・リベルタのトップチームに昇格。9月5日のセロ・ポルテーニョ戦でプロデビュー。2023年シーズンは更に成長し、4月18日のレシステンシアSC戦では、開始3分に先制点となるプロ初ゴールを決め、試合も4-0と大勝。同年シーズンは途中まで3ゴールを決めた。
2023年8月31日、ウルヴァーハンプトン・ワンダラーズFCと6年契約を結んだ。

## 代表経歴
2024年のパリオリンピックにパラグアイ代表で出場。日本と同じ2024年パリオリンピックのサッカー競技・男子・グループDとの闘いで日本に0-5で大敗するも、2位に入り決勝トーナメントに進出。しかし、準々決勝ではエジプトにPK戦の末に敗退した。